# 椒鹽瀨尿蝦
椒鹽瀨尿蝦是香港一道海鮮菜式，瀨尿蝦經過油炸後，再與已炒香的辣椒、蒜茸及食鹽一起在鑊中爆炒而成，瀨尿蝦的外殼炸得香脆沾滿椒鹽，而蝦殼內的蝦肉保持鮮甜多汁，成為香港避風塘一道著名的海鮮菜式。

## 特色
香港常見的海鮮菜式大多保留傳統粵菜的特質，盡量保持原汁原味，較少使用濃味的調味料，並且以清蒸為主，而椒鹽瀨尿蝦卻特顯香港避風塘菜式的特點，以爆炒為主，令食材香口惹味，並保留海鮮的鮮甜味道，更可作為下酒菜。椒鹽瀨尿蝦的基本材料是瀨尿蝦，調味料主要是切碎的辣椒、蒜茸及食鹽，為使油炸後的瀨尿蝦外殼能夠香脆可口，通常瀨尿蝦會在油炸前沾上玉米粉。瀨尿蝦經過第一次油炸後，會盛起備用，然後用熱油把辣椒、蒜茸及食鹽炒香，再把經過油炸的瀨尿蝦放回鑊中，以猛火快炒使辣椒鹽沾滿蝦殼後即可盛起食用。

## 譯名
椒鹽瀨尿蝦是香港避風塘的著名美食，是位於香港仔、鯉魚門、西貢、南丫島等旅遊區的海鮮酒家必備的菜式，在佐敦的大排檔，以及一些位於市政大廈的食肆，都有供應這道海鮮菜式。香港有食肆為招待海外遊客於是把椒鹽瀨尿蝦翻譯為英文，但部分食肆的翻譯卻被指令人難以看懂。

## 過敏
椒鹽瀨尿蝦雖然美味，但部分人會對瀨尿蝦等海鮮食品出現過敏，輕微的皮膚出現紅疹，部分嚴重個案或會有生命危險。此外，處理瀨尿蝦時如果不慎被刺傷，傷口又處理不當，也會有弧菌感染導致截肢的危險。